# نيكو يناريس
نيكو يناريس (بالإنجليزية: Nico Yennaris)‏ ومعروف أيضاً بـ لي كيه هو لاعب كرة قدم بريطاني في مركز الوسط، ولد في 24 مايو 1993 في ليتونستون ‏ في المملكة المتحدة. شارك مع منتخب إنجلترا تحت 17 سنة لكرة القدم ومنتخب إنجلترا تحت 18 سنة لكرة القدم ومنتخب إنجلترا تحت 19 سنة لكرة القدم ومنتخب الصين لكرة القدم. أما مع النوادي، فقد لعب مع نادي أرسنال ونادي برينتفورد ونادي بورنموث وويكمب وندررز ونوتس كاونتي.

## وصلات خارجية
- نيكو يناريس على موقع الاتحاد الأوربي (الإنجليزية)
- نيكو يناريس على موقع قاعدة بيانات كرة القدم.إي يو (الإنجليزية)
- نيكو يناريس على موقع ناشيونال فوتبول تيمز (الإنجليزية)
- نيكو يناريس على موقع Soccerbase.com (لاعب) (الإنجليزية)
- نيكو يناريس على موقع Soccerway.com (الإنجليزية)
- نيكو يناريس على موقع عالم كرة القدم.نت (الإنجليزية)
- نيكو يناريس على موقع AS.com (الإسبانية)